# ترمنايتور: ذا سارة كونور كرونكلز

شعار تيرمينايتر ذي سارا كونور كرونيكولز

المدمر: سجلات سارة كونر (بالإنجليزية: Terminator: The Sarah Connor Chronicles، اختصاراً؛ TSCC)‏ (يترجم حرفياً؛ المبيد: سجلات سارة كونر) هو مسلسل خيال علمي أمريكي عُرضَ أول مرة على قناة فوكس وتم إنتاجه من قبل تلفزيون وارنر برذرز وC2 بيكتشرز (تم استبدال C2 بيكتشرز بـِشركة هالسيون في الجزء الثاني من نفس المسلسل).

## قصة
في مسلسل «ترمينيتور» نجحت الأم سارة كونور وابنها جون في القضاء على الإنسان الآلي T-800 موديل 101، بالإضافة للقضاء على شريحة الكمبيوتر حتى يقضوا على أية فرصة تكنولوجية في المستقبل يمكن أن تستخدم في صناعة «سكاي نت»، وتكتشف سارة وجون أن نهاية العالم لم تستبعد نهائياً، وإنما أجلت إلى 21 أبريل/نيسان 2011، وأدركوا واقع أن المطاردة لم تنتهِ، وأن عليهم مواجهة أعداء آخرين قادمين من المستقبل للقضاء عليهم، حتى يقضوا على مقاومة الجنس البشرى التي سيقودها ابنها جون.

## روابط خارجية
- ترمنايتور: ذا سارة كونور كرونكلز على موقع IMDb (الإنجليزية)
- ترمنايتور: ذا سارة كونور كرونكلز على موقع ميتاكريتيك (الإنجليزية)
- ترمنايتور: ذا سارة كونور كرونكلز على موقع روتن توميتوز (الإنجليزية)
- ترمنايتور: ذا سارة كونور كرونكلز على موقع فيلمافينيتي (الإسبانية)
- ترمنايتور: ذا سارة كونور كرونكلز على موقع كينوبويسك (الروسية)
- ترمنايتور: ذا سارة كونور كرونكلز على موقع ألو سيني (الفرنسية)
- ترمنايتور: ذا سارة كونور كرونكلز على موقع قاعدة بيانات الفيلم (الإنجليزية)